# NGC 5998
NGC 5998 ist entweder ein offener Sternhaufen oder ein Asterismus aus einer Gruppe von Sternen im Sternbild Skorpion. Er wurde am 30. April 1786 von Wilhelm Herschel mit einem 18,7-Zoll-Spiegelteleskop entdeckt, der dabei „A cluster of very small stars, pretty rich, 6 arcmin long, 4 arcmin broad; in the form of a parallelogram“ notierte.